# جون موراي (كاتب أمريكي)
جون موراي (بالإنجليزية: John Murray)‏ هو كاتب ومؤلف أمريكي، ولد في 10 ديسمبر 1741 في ألتون ‏ في المملكة المتحدة، وتوفي في 3 سبتمبر 1815 في بوسطن في الولايات المتحدة.

## وصلات خارجية
- جون موراي على موقع الموسوعة البريطانية (الإنجليزية)